# أرض صالحة للزراعة

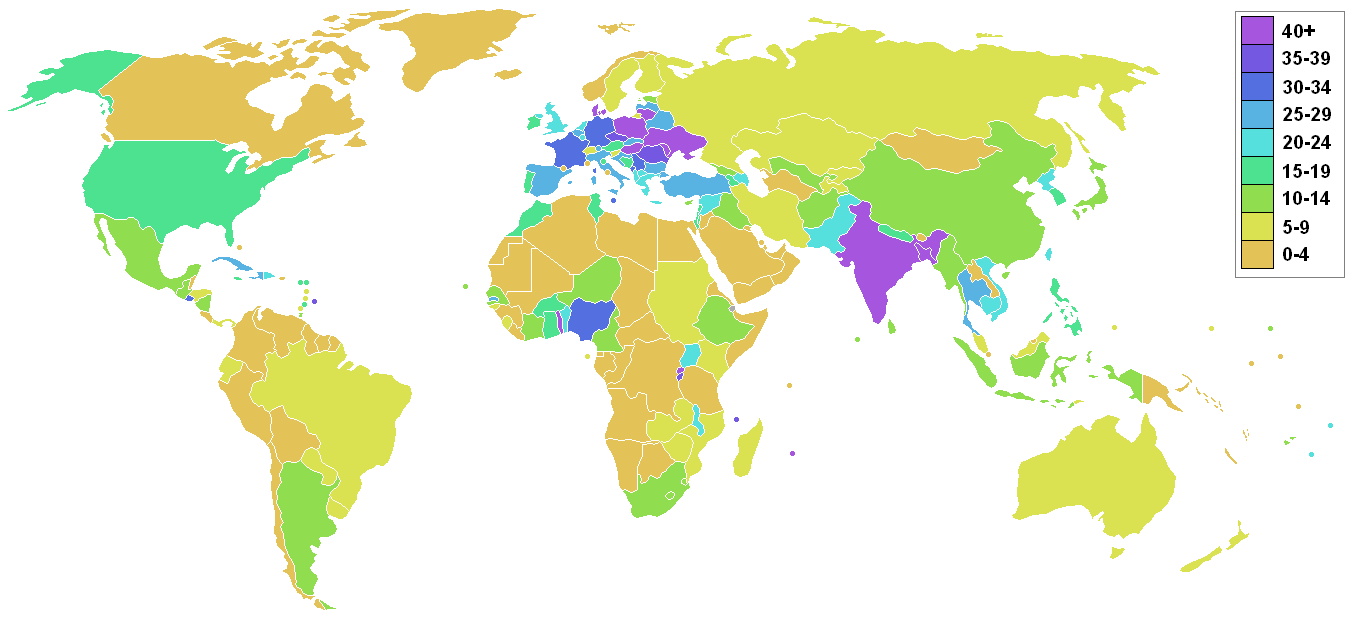
نسبة الاراضي الصالحة للزراعة في الأرض

الأرض الصالحة للزراعة هي الأراضي التي يمكن حرثها واستخدامها لزراعة المحاصيل. في بريطانيا، كان تقليديا يتناقض مع الأراضي القابلة للرعي مثل الأراضي التي يمكن استخدامها لتربية الأغنام ولكن ليس الأراضي الزراعية. مصطلح جغرافي يشير للاراضي التي يمكن استخدامها للزراعة، وهي تبلغ على الأرض 57.5 مليون ميل مربع.
تتطلب مناخا معتدلا (لا حار جدا كالصحراء ولا بارد جدا كالقطبين) وتربة مسامية (لا صخرية ولا رفيعة) وماء عذبا بقدر (لا مالح ولا مفرط) وبيئة نظيفة مغذية (لا ملوثة ولا فقيرة للمغذيات). يستخدم نوع مختلف تماما عن التعريف من قبل مختلف الوكالات المعنية بالزراعة. عند تقديم إحصائيات عن الأراضي الصالحة للزراعة، تستخدم منظمة الأغذية والزراعة والبنك الدولي  التعريف المقدم في السرد المصاحب لقاعدة البيانات الإحصائية في المنظمة: الأراضي الصالحة للزراعة هي الأرض التي تخضع لمحاصيل زراعية مؤقتة (يتم حساب المناطق متعددة المحاصيل مرة واحدة فقط)، المروج المؤقتة للحصن أو المراعي والأراضي التي توجد في الأسواق وحدائق المطبخ والأراضي الموقوفة مؤقتا (أقل من خمس سنوات). لم يتم تضمين الأراضي المهجورة الناتجة عن الزراعة المتنقلة في هذه الفئة. لا يقصد من البيانات الخاصة بالأرض الصالحة للزراعة تحديد مساحة الأرض القابلة للزراعة". يشير تعريف أكثر إيجازا يظهر في مسرد يوروستات بالمثل إلى الاستخدام الفعلي، وليس الاستخدام المحتمل:"تعمل الأرض المحروثة بانتظام، بشكل عام في ظل نظام تدوير  المحاصيل"